# Lutik (przystanek kolejowy)
Lutik (ros. Лютик) – przystanek kolejowy w pobliżu miejscowości Ałfimowo, w rejonie stupińskim, w obwodzie moskiewskim, w Rosji. Położony jest na Wielkim Pierścieniu Kolei Moskiewskiej.